# Pentium III

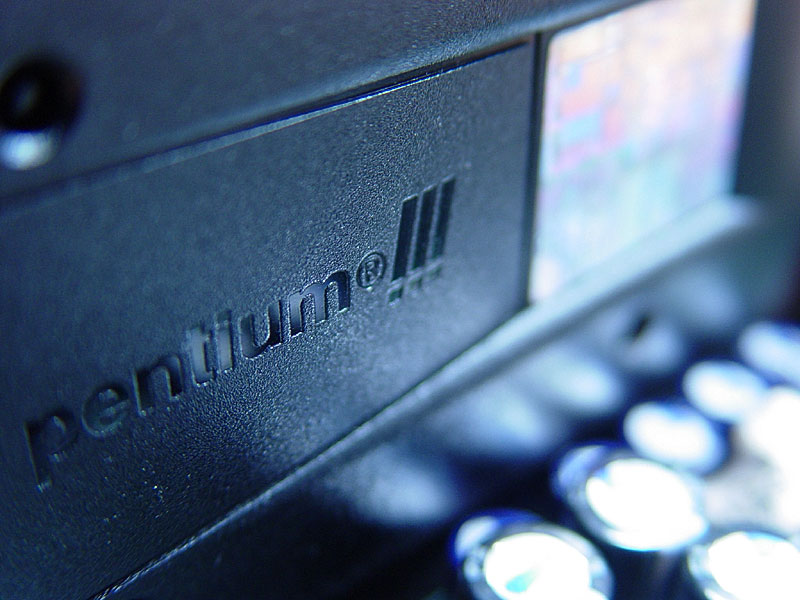
Pentium III-chip op een moederbord

De Pentium III is een microprocessor van Intel, die gebruikmaakt van de X86-instructieset. De Pentium III werd geïntroduceerd op 26 februari 1999 en is de opvolger van de Pentium II. 

## Beschrijving
De eerste Pentium III (P3)-modellen waren identiek aan de Pentium II, echter met toegevoegde instructies (SSE). SSE is vergelijkbaar aan MMX, echter waar MMX zich richt op gehele getallen is SSE de variant voor zwevendekommagetallen (floating point). 3DNow! (welke eerder geïntroduceerd werd met de K6) is de AMD-variant van SSE.

### Katmai
De eerste Pentium III-modellen (codenaam: Katmai) uit 1999 hadden met de bestaande software geen prestatievoordelen vergeleken met de Pentium II-modellen.
De Pentium II maakte gebruik van een slot in plaats van de meer voorkomende socket. De Pentium II bestaat uit een printplaat met voornamelijk de processor zelf en een extra snel geheugen (cache). In voorgaande systemen werd deze cache (L2) op het moederbord zelf geplaatst, om snelheidsredenen (hogere frequenties mogelijk) werd deze bij de Pentium II dicht bij de CPU geplaatst. Dit pakket, CPU en geheugen werd onder de naam Pentium 2 aangeboden.

### Coppermine
In het tweede Pentium III-model (socket 370, codenaam: Coppermine) die op 25 oktober 1999 verscheen, werd door toenemende druk van de AMD Athlon de cache geïntegreerd in de (P2) CPU. Hiermee kon de cachefrequentie op dezelfde frequentie lopen als de CPU, in tegenstelling tot de Pentium II waar de cache op halve CPU-frequentie draaide. Dit gaf een enorme snelheidsverbetering. De cache was echt een onderdeel van de CPU-core en niet zoals bij de oudere (Pentium II-voorganger) Pentium Pro-modellen. Bij deze laatste werden de CPU en het geheugen door draadjes met elkaar verbonden en samen in één behuizing geplaatst. Dit werd geen succes vanwege productieproblemen, vandaar dat men het sleufidee heeft bedacht. De latere Pentium-modellen waren weer als vanouds gebaseerd op het socketsysteem.

### Tualatin
Een derde revisie (codenaam: Tualatin) verscheen in 2001 en heeft kloksnelheden van 1 tot en met 1,4 GHz. Men voegde geen nieuwe functies toe, afgezien van een functie die beter omgaat met de L2-cache. Het Socket 370-ontwerp werd behouden. De Tualatin vormde de basis voor de Pentium III M-serie van processors gericht op mobiel gebruik.